# Raïon de Bar
Le raïon de Bar (ukrainien : Барський район) est une subdivision administrative de l'oblast de Vinnytsia, dans l'ouest de l'Ukraine. Son centre administratif est la ville de Bar.